# Alburnus heckeli
Alburnus heckeli is een  straalvinnige vissensoort uit de familie van karpers (Cyprinidae). De wetenschappelijke naam van de soort is voor het eerst geldig gepubliceerd in 1943 door Battalgil.
De soort staat op de Rode Lijst van de IUCN als Onzeker, beoordelingsjaar 1996.